# امیل باس
 امیل باس (انگلیسی: Emil Bose؛ زاده ۱۸۷۴ درگذشته ۱۹۱۱) یک فیزیک‌دان اهل آلمان بود. 